# Stare decisis

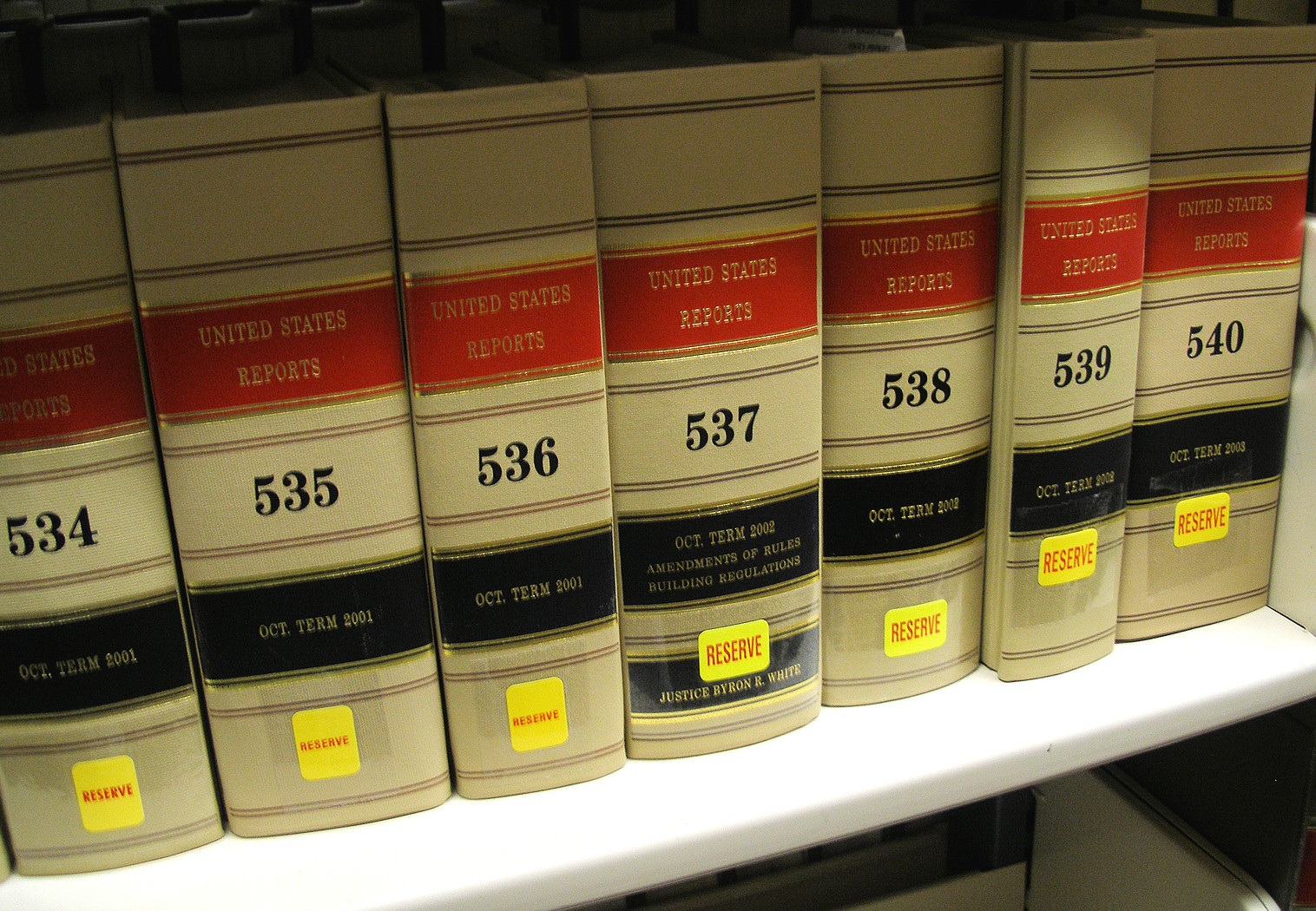
I Law Reports (raccolte di giurisprudenza) della Corte Suprema degli Stati Uniti

Lo stare decisis (in latino: "rimanere su quanto deciso") è un principio generale dei sistemi di common law, in forza del quale il giudice è obbligato a conformarsi alla decisione adottata in una precedente sentenza, nel caso in cui la fattispecie portata al suo esame sia identica a quella già trattata nel caso in essa deciso.
In questo modo, i precedenti desunti dalle sentenze anteriori operano come fonte di diritto e, negli ordinamenti di common law, a tutt'oggi, la maggior parte delle norme è prodotta proprio tramite questa fonte.

## Evoluzione storica
Il principio del precedente vincolante emerse gradualmente; infatti la formula stare decisis (mutuata dall'antica massima "stare decisis et non quieta movere") venne utilizzata per la prima volta nel 1670 dal giudice Hale. Tra Cinque e Seicento si affermò il criterio di ritenere vincolanti le decisioni assunte dalla Exchequer Chamber, che per casi di particolare rilievo riuniva i giudici regi della Court of Exchequer, della Court of King's/Queen's Bench e della Court of Common Pleas. A fine Seicento la vincolatività delle decisioni dell'Exchequer Chamber era ormai pacifica. Con la diffusione nel XVIII secolo di law report affidabili, che consentivano una ricerca attendibile dei precedenti applicabili, la prassi di conformarsi ai precedenti giudiziari cominciò a essere percepita come un obbligo, anche grazie all'alto prestigio sociale dei giudici.
In sede di teoria generale del diritto si elaborò una cosiddetta "teoria dichiarativa" del common law, secondo cui il giudice deve scoprire una regola giuridica già esistente in natura come consuetudine, e, una volta scoperta, questa regola è immutabile; il precedente giudiziario è prova del diritto e può essere corretto solo per specificare meglio quella regola consuetudinaria immutabile. Nella seconda metà del XIX secolo vennero emanati nel Regno Unito i Judicature Acts del 1873 e 1875 che, nel riorganizzare il sistema delle corti inglesi, fissarono per la prima volta positivamente il principio per cui i giudici inferiori sono tenuti a rispettare i precedenti desumibili dalle sentenze dei giudici superiori, decretando formalmente l'obbligo di reiterazione del precedente giuridico.
Frattanto, il principio dello stare decisis era entrato nell'ordinamento degli Stati Uniti, dopo il distacco delle Tredici colonie dalla madrepatria e, nel corso del XIX e XX secolo entrò negli ordinamenti degli ex possedimenti britannici che via via conseguirono l'indipendenza.

## Caratteristiche generali
Secondo la teoria classica del precedente, l'efficacia vincolante della sentenza è limitata alla sola ratio decidendi, ossia agli argomenti essenziali addotti dal giudice per giustificare la decisione del caso a lui sottoposto o, secondo una diversa prospettiva, alla norma giuridica specifica, desumibile dalla sentenza in base alla quale è stata assunta la decisione.
Le rimanenti parti della sentenza, ossia le argomentazioni non essenziali per la decisione, costituiscono i cosiddetti obiter dicta, ai quali non è riconosciuta efficacia vincolante, ma solo persuasiva, in ragione della solidità delle argomentazioni su cui sono fondate.
All'operatività dello stare decisis è dovuto il particolare stile delle sentenze dei giudici di common law, che tendono a illustrare in modo molto dettagliato e circostanziato come sono giunti alla decisione. Così facendo il giudice, da un lato, giustifica la sua decisione alla luce dei precedenti applicabili e, dall'altro, agevola chi in futuro potrebbe trarre dei precedenti dalla sua sentenza.
In un sistema basato sullo stare decisis assume particolare importanza la conoscibilità delle sentenze, assicurata da apposite pubblicazioni note come Law Reports: si tratta di raccolte di decisioni giudiziali selezionate, pubblicate periodicamente da privati o da organismi ufficiali.

### Rapporto col diritto legislativo
Lo stare decisis è un tipico esempio di produzione normativa giurisprudenziale; le norme così prodotte costituiscono la cosiddetta common law (in una delle molteplici accezioni del termine) o diritto giurisprudenziale, che si contrappone al diritto legislativo, costituito invece dalle norme prodotte dal legislatore.
Il diritto legislativo è ritenuto prevalente sulla common law, tuttavia l'impostazione spiccatamente casistica del sistema tende a ridurre la portata di questa prevalenza, circoscrivendola a un'azione derogatoria delle norme di produzione legislativa su quelle di produzione giurisprudenziale (secondo la regola del casus omissis le disposizioni legislative non possono, in linea di principio, essere estese al di fuori dei casi in esse espressamente previsti); questo spiega il caratteristico stile di redazione delle leggi negli ordinamenti di common law, attraverso l'uso di norme estremamente dettagliate.
La produzione di norme in virtù dello stare decisis avviene in modo nettamente diverso rispetto alle norme legislative (intese in senso lato, comprensive quindi anche di quelle regolamentari ecc.). In effetti, queste ultime sono prodotte da un atto normativo che è, quindi, la fonte del diritto; viceversa, nel caso dello stare decisis le norme non sono prodotte direttamente dalle sentenze dei giudici ma sono ricavate da esse attraverso un procedimento logico di tipo induttivo non dissimile da quello grazie al quale si ricavano i principi generali impliciti dalle norme legislative; la norma va quindi identificata nel principio decisionale, la ratio decidendi, ricavata induttivamente dai precedenti. Diverse sono anche la modalità di applicazione della norma: nel caso del diritto di matrice legislativa, la norma viene ricavata dalla disposizione scritta attraverso l'interpretazione di quest'ultima, mentre, nel caso del diritto giurisprudenziale, la norma applicabile deve essere trovata per induzione dai precedenti.

### Efficacia "orizzontale" e "verticale"
Si distingue lo stare decisis orizzontale da quello verticale: il primo si ha quando il giudice si conforma a una precedente pronuncia già emanata dal suo stesso ufficio; il secondo si ha quando il giudice si conforma a una precedente pronuncia emanata da un giudice a lui superiore, per competenza o funzione.
Nel caso dello stare decisis verticale, il giudice inferiore è obbligato a conformarsi ai precedenti desumibili dalle pronunce di quello superiore. Invece, nel caso dello stare decisis orizzontale, non tutti gli ordinamenti obbligano il giudice a conformarsi ai precedenti; quando ciò non avviene il precedente non ha efficacia vincolante (binding) ma solo persuasiva (persuasive), la stessa che hanno gli obiter dicta, i precedenti desumibili da pronunce di corti inferiori e le dissenting opinions, ossia le posizioni di membri del collegio giudicante che non hanno trovato il consenso della maggioranza ma che, nondimeno, possono essere espresse in sede di sentenza.
In particolare, lo stare decisis orizzontale opera in modo vincolante in Gran Bretagna, anche se dal 1966 il comitato giudiziario della Camera dei Lord, che ha svolto fino al 2009 il ruolo di corte suprema, poteva discostarsi dai suoi precedenti, facoltà di cui, peraltro, faceva uso molto raramente; lo stare decisis orizzontale non opera, invece, in modo vincolante negli Stati Uniti dove la Corte Suprema si discosta dai suoi precedenti assai più frequentemente della Camera dei Lord britannica.

### Overrulingedistinguishing
Un precedente vincolante può essere revocato da un giudice superiore a quello che lo ha stabilito nonché, laddove non opera lo stare decisis orizzontale, da un giudice appartenente allo stesso ufficio di quest'ultimo. La revoca, che è detta overruling, determina l'esclusione retroattiva del precedente dalla common law e la sua sostituzione con il nuovo precedente stabilito dal giudice che l'ha operata. L'overruling deve essere adeguatamente motivato con riferimento, ad esempio, a una più approfondita analisi della fattispecie, al mutamento delle circostanze di fatto o all'interesse pubblico.
Negli Stati Uniti è possibile il prospective overruling, ossia l'esplicitazione di una nuova regola applicabile al caso concreto ma solo in futuro, con esclusione dunque della controversia di cui si sta decidendo, per tutelare l'affidamento delle parti e la certezza del diritto. È possibile anche un anticipatory overruling, ossia la disapplicazione del precedente di una Corte Suprema da parte di una corte inferiore fondato sulla ragionevole certezza che la Corte Suprema avrebbe cambiato il precedente.
La vincolatività del precedente può inoltre essere superata con il distinguishing: in questo caso il giudice esclude l'applicabilità di uno specifico precedente al caso di specie sulla base delle sottili differenze in fatto che possano marcare una certa distanza fra la fattispecie portata al suo esame e la fattispecie in passato decisa da altro giudice, sempre che tali differenze si possano considerare rilevanti per la questione da decidere. In altri termini, con il distinguishing il giudice dimostra che l'identità tra la fattispecie portata al suo esame e quella del precedente è solo apparente. Il ricorso a questa tecnica, che gioca un ruolo molto importante nei sistemi di common law, è, a differenza dell'overruling, possibile anche ai giudici inferiori.
Tanto con l'overruling quanto con il distinguishing il giudice legittima sé stesso a individuare autonomamente la regola del caso di specie, indipendentemente dalla vincolatività del precedente.
Il procedimento logico inverso al distinguishing è chiamato harmonizing: con esso il giudice reputa irrilevanti le differenze tra la nuova controversia e quella decisa dal precedente, che viene così applicato.

## Negli ordinamenti dicivil law
Il principio dello stare decisis non è di regola presente nei sistemi di civil law anche se alcuni di questi ordinamenti prevedono la vincolatività dei precedenti desumibili dalle sentenze della corte suprema. Peraltro, anche al di fuori di questi casi eccezionali, "deve riconoscersi che, in sede di giurisdizione per principi o per clausole generali, è operante anche nei sistemi di civil law la regola dello stare decisis". Al contrario delle norme di common law, però, qui si tratta solo di una prassi e non di un obbligo della reiterazione; in questi sistemi, dunque, le corti apicali del giudizio svolgono una "funzione nomofilattica",  affinché il giudizio possa uniformarsi sul territorio al fine di ottenere maggior praticità ed efficienza.
In tali casi la singola sentenza - oltre a decidere il caso di cui si occupa, facendo stato fra le parti, i loro eredi e aventi causa - può avere una più o meno incisiva forza persuasiva, in genere promanante dall'autorità del giudice che l'ha emanata e, ancor di più, dalla solidità della linea argomentativa seguita; questo vale soprattutto per le sentenze delle corti supreme che spesso, di fatto, finiscono per avere nell'ordinamento giuridico un'incidenza non dissimile da quella di una fonte del diritto.